# Supercopa de Suecia
La Supercopa de Suecia (en sueco: Svenska Supercupen) fue una competición disputada a partido único entre el campeón de la Allsvenskan la liga sueca y el vencedor de la Copa de Suecia. El partido se jugaba en el mes de noviembre de cada año como el cierre de la temporada futbolística en el país. 
En el caso de que un club ganara el doblete (como hicieron el AIK Solna en 2009 y Helsingborg en 2011) el segundo clasificado de la Allsvenskan era el que participaba. Fundada en 2007, las tres primeras ediciones del torneo fueron ganadas por los ganadores de la Allsvenskan y la cuarta edición fue ganada por los ganadores del doblete. La quinta edición más reciente fue ganada por los campeones de la Svenska Cupen. El partido de 2015, que se convirtió en la última edición, se jugó el 8 de noviembre en Nya Parken, Norrköping, donde el ganador de la liga IFK Norrköping compitió contra el ganador de la copa IFK Göteborg. IFK Norrköping ganó el partido 3-0.

## Finales
(♦) Campeón de la supercopa, en calidad de vencedor de la Copa de Suecia de esa temporada.
| Temporada | Fecha      | Campeón         | Resultado      | Finalista       | Estadio                      |
| --------- | ---------- | --------------- | -------------- | --------------- | ---------------------------- |
| 2007      | 31-03-2007 | IF Elfsborg     | 1-0            | Helsingborgs IF | Borås Arena, Borås           |
| 2008      | 22-03-2008 | IFK Göteborg ♦  | 3-1            | Kalmar FF       | Estadio Ullevi, Göteborg     |
| 2009      | 21-03-2009 | Kalmar FF       | 1-0            | IFK Göteborg    | Fredriksskans, Kalmar        |
| 2010      | 06-03-2010 | AIK Estocolmo   | 1-0            | IFK Göteborg    | Estadio Råsunda, Estocolmo   |
| 2011      | 19-03-2011 | Helsingborgs IF | 2-1            | Malmö FF        | Swedbank Stadion, Malmö      |
| 2012      | 24-03-2012 | Helsingborgs IF | 2-0            | AIK Estocolmo   | Estadio Olimpia, Helsingborg |
| 2013      | 10-11-2013 | Malmö FF        | 3-2            | IFK Göteborg    | Swedbank Stadion, Malmö      |
| 2014      | 09-11-2014 | Malmö FF        | 2-2 (5-4 pen.) | IF Elfsborg     | Malmö Stadion, Malmö         |
| 2015      | 08-11-2015 | IFK Norrköping  | 3-0            | IFK Göteborg    | Nya Parken, Norrköping       |

## Títulos

### Por club
| Club            | Campeón | Años campeón | Subcampeón | Años subcampeón        |
| --------------- | ------- | ------------ | ---------- | ---------------------- |
| Helsingborgs IF | 2       | 2011, 2012   | 1          | 2007                   |
| Malmö FF        | 2       | 2013, 2014   | 1          | 2011                   |
| IFK Göteborg    | 1       | 2008         | 4          | 2009, 2010, 2013, 2015 |
| Kalmar FF       | 1       | 2009         | 1          | 2008                   |
| AIK Estocolmo   | 1       | 2010         | 1          | 2012                   |
| IF Elfsborg     | 1       | 2007         | 1          | 2014                   |
| IFK Norrköping  | 1       | 2015         | -          |                        |

### Por ciudad
| Ciudad      | Títulos | Clubes              |
| ----------- | ------- | ------------------- |
| Helsingborg | 2       | Helsingborgs IF (2) |
| Malmö       | 2       | Malmö FF (2)        |
| Göteborg    | 1       | IFK Göteborg (1)    |
| Kalmar      | 1       | Kalmar FF (1)       |
| Borås       | 1       | IF Elfsborg (1)     |
| Estocolmo   | 1       | AIK Estocolmo (1)   |
| Norrköping  | 1       | IFK Norrköping (1)  |